# Hålvik

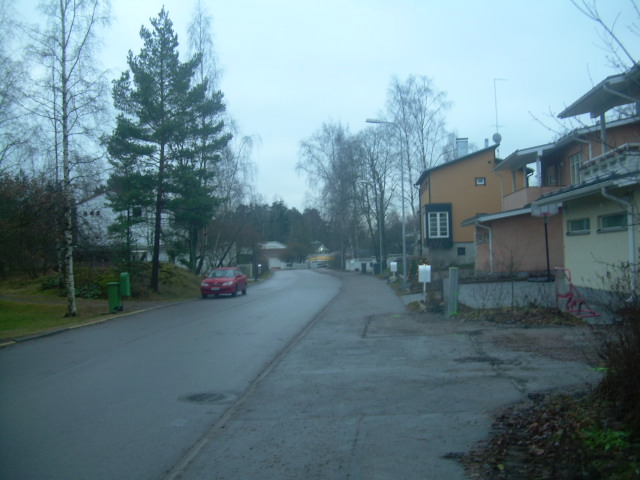
Huvudvägen i Hålvik

Hålvik (finska: Kaitalahti) är en vik och ett bosättningsområde på Degerö i Helsingfors stad.
Hålvik är ett småhusområde i stadsdelen Stansvik på östra Degerö. Området har cirka 350 invånare och är det enda bostadsområdet i Stansvik. Söder om Hålvik ligger Degerö oljehamn, i väster Kronbergets sommarstugeområde och i norr Henrik Borgströms park i stadsdelen Turholm. Hålviks huvudväg heter Huvudvägen. Helsingfors överborgmästare Jussi Pajunen bor i Hålvik.
Hålvik är ett relativt litet egnahemshusområde. Invånarnas medelinkomst är hög, i samma klass som i Tammelund. Grön terräng, stora tomter och en liten idyllisk småbåtshamn bidrar till att locka välbärgade. Kronberget är ett av Helsingfors bästa utkikställen med utsikt mot centrum, Sveaborg och Brändö. Uppe på berget ligger Kronbergsträsket. Det finns ingen service i Hålvik.